# Jurjevčani
Jurjevčani is een plaats in de gemeente Jastrebarsko in de Kroatische provincie Zagreb. De plaats telt 108 inwoners (2001).